# لوك سكاي ووكر
لوك سكاي ووكر (Luke Skywalker) هي شخصيةٌ خياليةٌ وبطل الثلاثية الفيلمية الأصلية حرب النجوم حيث أدى هذا الدور الفنان مارك هامِل (Mark Hamill). قُدِّمَت الشخصية في الحلقة الرابعة من حرب النجوم: (أملٌ جديد)، وفيها أُضْطِر لوك لترك بيته ليجد نفسه وقد أصبح متدربًا لدى أستاذ الجيداي أوبي وان كينوبي (Obi-Wan Kenobi)، وسرعان ما أصبح لوك عضوًا هامًا في تحالف المتمردين، وقاد الحرب على الإمبراطورية المَجَرّية. ينحدر لوك من عائلةٍ مميزةٍ، فأمه هي السيناتور الجمهورية ملكة نابو السابقة بادميه أميدالا (Padmé Amidala) وأبوه هو الجيداي أناكين سكاي ووكر (Anakin Skywalker) الذي سقط في الحرب ويُعرَف أيضًا باسم أمير السيث (Sith Lord) دارث فيدر (Darth Vader)، وهكذا ورث لوك القوة من عائلته التي كان لها نصيبٌ كبير من تلك "القوة"، وبالإضافة إلى ذلك هو أيضًا توأم الأميرة ليا أورجانا (Princess Leia Organa) أميرة كوكب ألديران التي تَبَنَّاها زعيم المتمردين السيناتور بيل أورجانا (Senator Bail Organa) وعَيَّنَ أخاها في الفريق. صور الكون الممتد -أي جميع الإبداعات المبنية على سلسلة حرب النجوم- لوك أنه أستاذ الجيداي ثم كبير أساتذة تنظيم الجيداي الجديد، وأيضًا أبو بِن سكاي ووكر (Ben Skywalker)، وعم جيكين سولو (Jacen Solo)، وجد كيد سكاي ووكر (Cade Skywalker).
اختارت مجلة إمباير (Empire) لوك سكاي ووكر ليحتل المرتبة الرابعة والخمسين في قائمة أعظم شخصيات الأفلام في التاريخ، أما على موقع Fandomania.com تصدر لوك قائمة أعظم مائة شخصية خيالية محتلاً المرتبة الرابعة عشر.

## وصلات خارجية
- The World of Star Wars on Yahoo! نسخة محفوظة 28 فبراير 2009 على موقع واي باك مشين.
- لوك سكاي ووكر في قاعدة بيانات الأفلام على الإنترنت
- Luke Skywalker نسخة محفوظة 11 نوفمبر 2009 على موقع واي باك مشين. at The World of Star Wars